# The Death of Snow White
The Death of Snow White es una película estadounidense de fantasía oscura y terror dirigida, escrita y producida por Jason Brooks. La película es una historia reimaginada de terror del cuento de hadas "Blancanieves" de los hermanos Grimm.
La película tuvo un estreno anticipado en Los Ángeles el 21 de marzo de 2025, y fue estrenada oficialmente en Estados Unidos el 2 de mayo de 2025.

## Trama
Perseguida por su malvada madrastra, Snow White une fuerzas con siete enanitos para sobrevivir a los horrores del bosque oscuro y encontrar el camino a casa para algún día liberar su reino.

## Reparto
- Sanae Loutsis como Snow White
- Chelsea Edmundson como Evil Queen
- Tristan Nokes como The Prince
- Meredith Binder como Evil Witch
- Risa Mei como Pollen
- Jeremy Hallum como Dozer
- Ali Chapman como Arsta
- Colin Miller como Beau
- Dillon Moore como Sunny
- Michael DeSanto II como Grimwald
- Eric Pope como Tiny
- Kelly Tappan como The Queen
- Tyler McKenna como The King
- Jason Brooks como Huntsman Gunnar
- Milo Mechem-Miller como Wilhelm
- Christopher Burnside como Jacob
- Hailey Stubblefield como Inga
- Lydia Pearl Pentz como Sophia
- Holland Stull como Yvonne
- Jonathan Holbrook como Huntsman Kaiser
- Carl Covington como Huntsman Beckett
- Charles Lawson como Huntsman MacQuoid
- Thomas Marshall como Huntsman Wallace
- Jason Reynolds como Huntsman Merek

## Producción

### Preproducción
En enero de 2024, se anunció que la película estaba en preproducción.

### Rodaje
El rodaje tuvo lugar en Woodinville, Washington de junio a agosto de 2024, y en Idaho alrededor de agosto.

## Estreno
La película estaba originalmente prevista para estrenarse en cines en marzo de 2025, y el 18 de abril. La película tuvo su estreno mundial en Los Ángeles el 21 de marzo de 2025, y fue estrenada en Estados Unidos el 2 de mayo de 2025.